# Проспект Ленина (Кронштадт)
Проспект Ленина — улица в Кронштадтском районе Санкт-Петербурга. Пролегает в историческом центре города Кронштадта, соединяя улицы Восстания и Макаровскую. Протяжённость — 1360 м. Нумерация домов проходит с севера на юг (от улицы Восстания).

## История
Улица известна с XVIII века как Господская, в 1904 году переименована в Николаевский проспект в честь императора Николая I.
Со 2 ноября 1918 года носит современное название.

## Здания и сооружения
Нечётная сторона:
- дом 13А — торговый комплекс («Дом быта»)
- дом 21/2 литер А — Северо-Западный банк Сбербанка России, Приморское отделение № 2003/0779
- дом 37 — Отделение почтовой связи г. Кронштадт
- дом 43 — жилой дом купца Назарова, объект культурного наследия[2]
- дом 45 — Кронштадтско-Курортный военный комиссариат
- дом 49 — ГДОУ Детский сад № 13 г. Кронштадт
- дом 51 — Дом детского и юношеского творчества Кронштадтского района
- дом 57 — Художественная школа им. М. К. Аникушина

Чётная сторона:

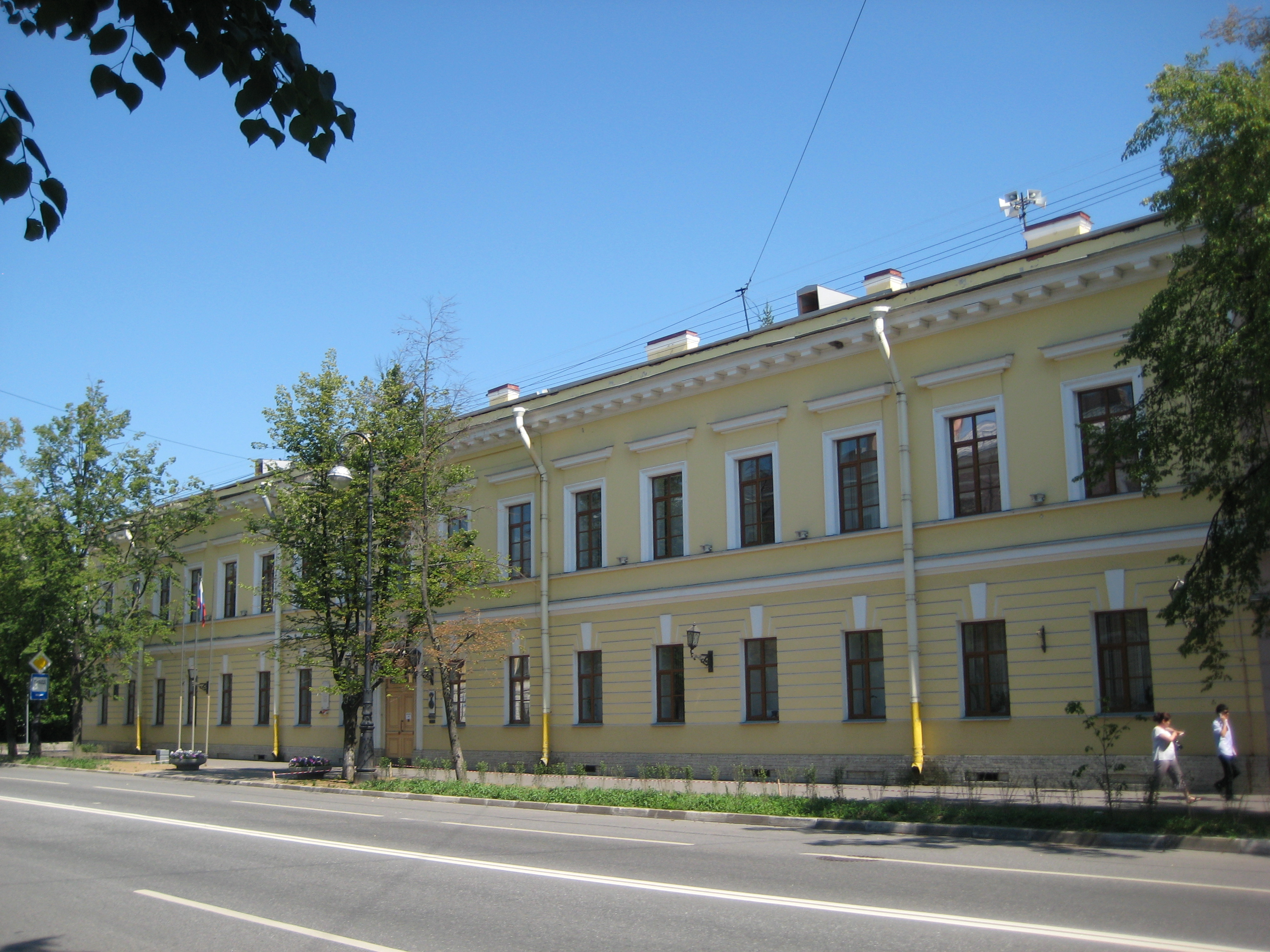
Администрация Кронштадтского района (бывшее здание Присутственных мест)

- дом 6 — ГОУСОШ Школа № 422 Кронштадтского района
- дом 10 — Администрация Кронштадтского района, комитет по управлению городским имуществом
- дом 18 — Территориальный пункт Отдела УФМС РФ по Санкт-Петербургу и Ленинградской области в г. Кронштадт
- дом 20 — Управление внутренних дел Кронштадтского района
- дом 32 — Отдел записи актов гражданского состояния Кронштадтского района (ЗАГС)
- дом 36 — Администрация Кронштадтского района

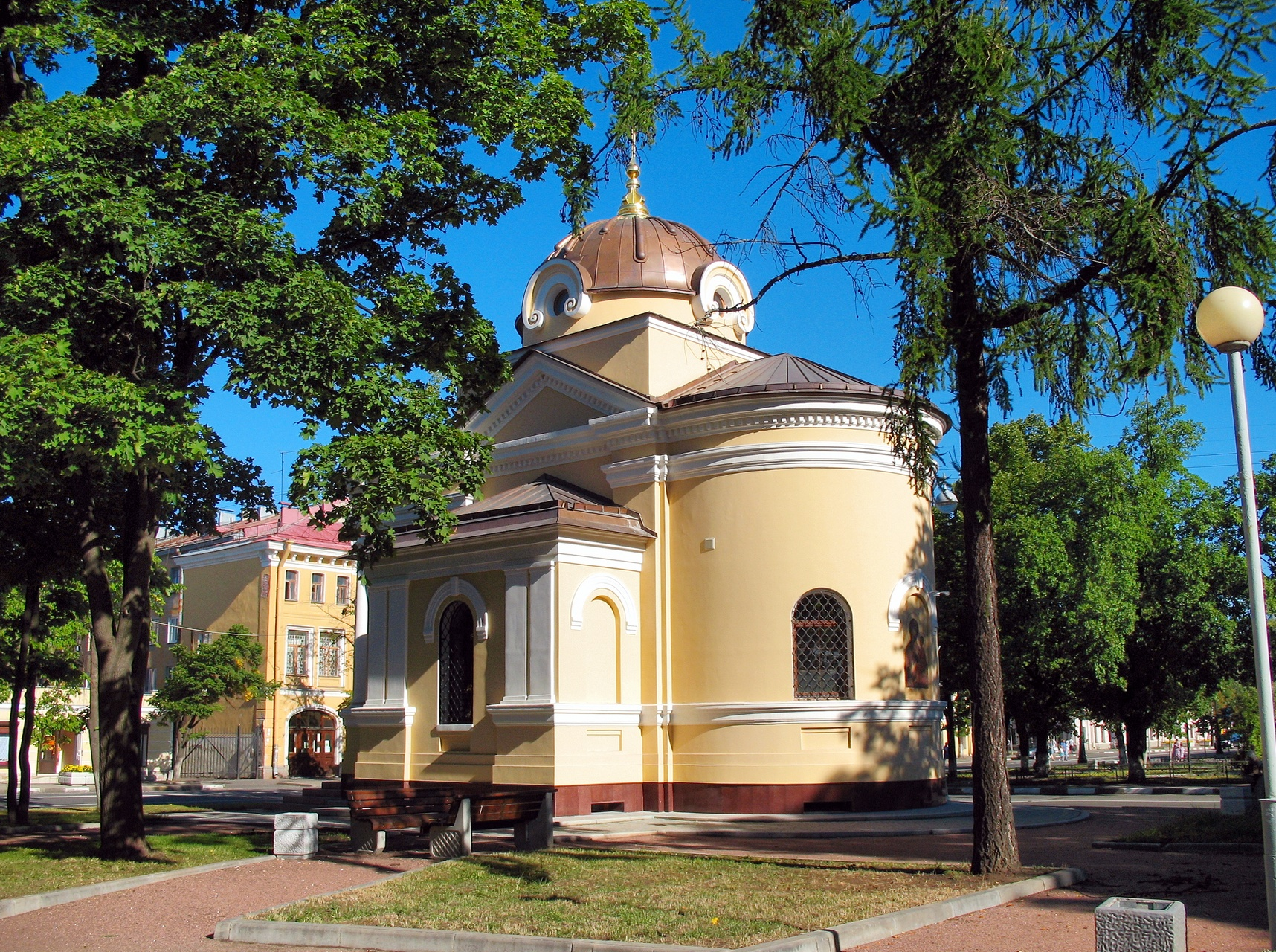
Андреевский сад и часовня Тихвинской иконы Божией Матери

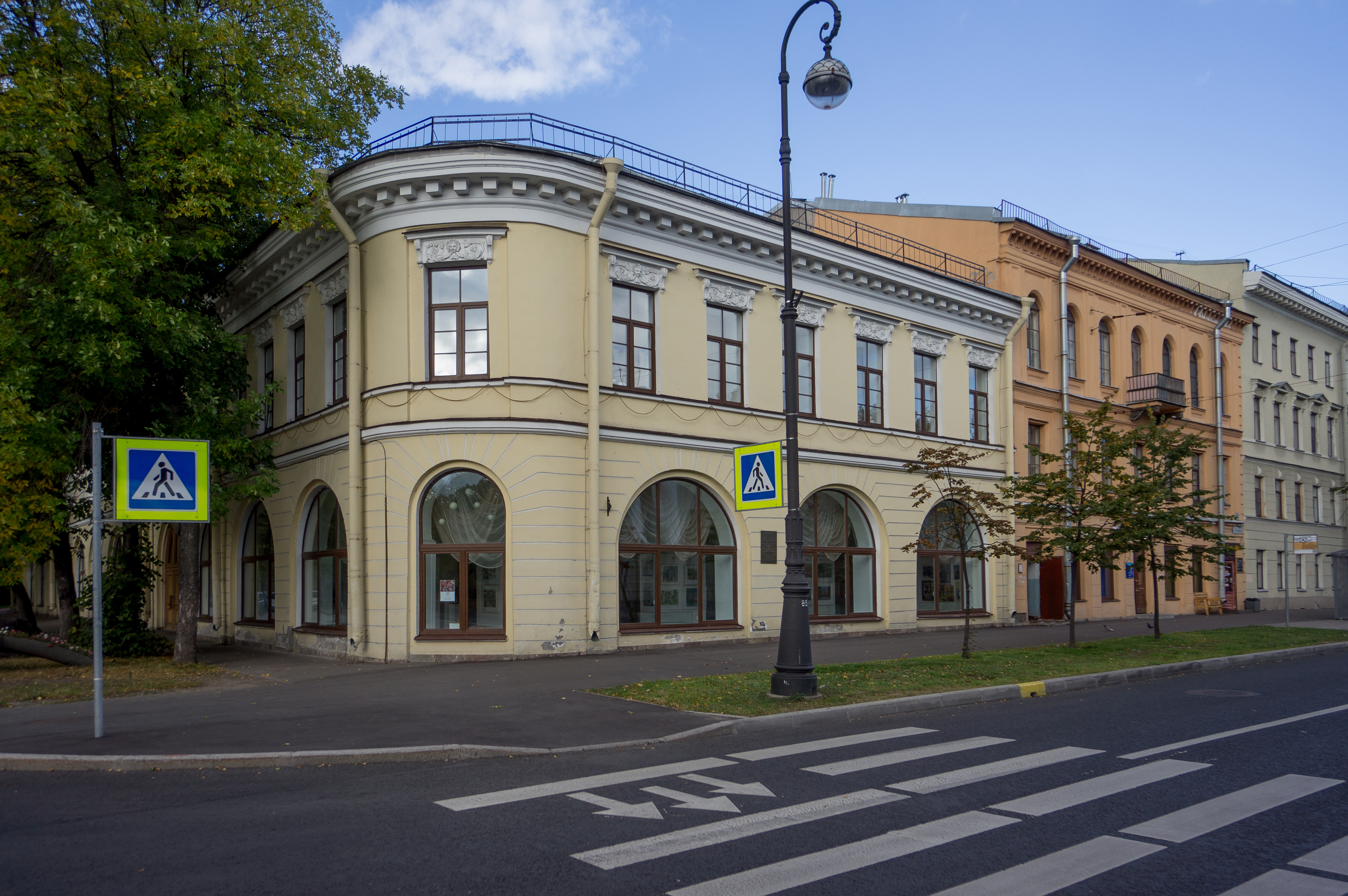
Купеческие дома (55 и 57)

### Достопримечательности

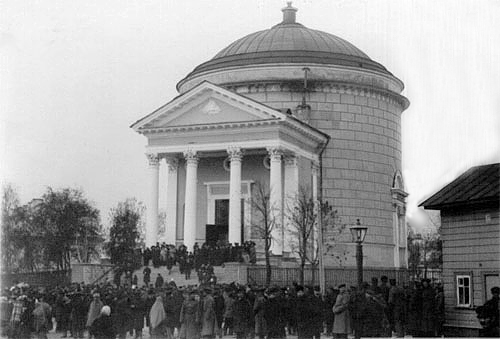
Католический храм святых Петра и Павла, фото 1898 года

- В XIX веке улица застраивалась купеческими домами, многие из которых в настоящее время взяты под охрану государства как характерные образцы застройки улицы.
- Памятником архитектуры российского значения признан кронштадтский Гостиный двор, построенный в 1833-1835 годах по личному приказу Николая I, посетившего Кронштадт в 1827 году, и оставшегося неудовлетворённым видом торговых рядов. Сгорел в 70-е годы XIX века, восстановлен. В 1950-е годы был произведен капитальный ремонт с заменой перекрытий и устройством нескольких двусветных залов. В 1975 году был утвержден новый проект реконструкции здания. Однако выделенных денег хватило лишь на частичную разборку кровли и начало перепланировки помещений, а в 1980 году произведен выборочный капитальный ремонт в северной линии. В 90-е годы ремонтные работы остановились и здание пребывало в аварийном состоянии. В 2004—2007 годах проведена масштабная реставрация и здание полностью восстановлено. Внешний облик Гостиного двора с 1830-х годов сохранился практически без изменений.
- Рядом с Гостиным двором в год празднования 300-летия Кронштадта открыт фонтан.
- Андреевский сад — расположен на месте разрушенного в 1932 году Андреевского собора. В 2008—2009 годах в саду на своем историческом месте была восстановлена Часовня Тихвинской иконы Божией Матери, разрушенной одновременно с собором[3].
- Владимирский собор

## Памятники
- Памятник В.И. Ленину (у пересечения с ул. Сургина)
- Памятник морякам-подводникам в сквере Подводников

## Транспорт
- Автобусы: № 1Кр, 2Кр, 3Кр, 101.

## Пересекает следующие улицы
С севера на юг:
- улица Восстания
- Кронштадтская улица — примыкание
- Владимирская улица — примыкание
- Флотская улица — примыкание
- Гражданская улица
- Большевистская улица — примыкание
- улица Всеволода Вишневского — примыкание
- улица Александра Попова — примыкание
- Советская улица — примыкание
- Андреевская улица — примыкание
- Безымянный переулок — примыкание
- улица Велещинского
- улица Сургина
- улица Мартынова
- Макаровская улица